# Артур Дервіл
Томас Артур Дервіл (нар. 17 червня 1982) — англійський актор, відомий під ім'ям Артур Дервіл. Найбільше відомий завдяки ролі в театральній адаптації фільму Серед акул (2007) та ролі супутника Одинадцятого Доктора Рорі Вільямса у телесеріалі Доктор Хто.

## Біографія
Мати Дервіла працювала у ляльковому театрі Cannon Hill у Бірмінгемі, і разом із ним гастролювала по всьому світу. До народження сестри Артур Дервіл також брав участь у деяких виставах. Його батько грав на органі Гаммонда для багатьох музикантів, включаючи Едвіна Старра, Рубі Тернер, Fine Young Cannibals та UB40. Дервіл навчався у школі Бромсґроув у Вустеширі у 1993–2000 роках.
Дервіл грає на гітарі та клавішних, і в підлітковому віці організував свою рок-групу «Edmund», названу та на честь Едмунда Певенсі — його улюбленого персонажа із повісті Лев, Відьма та чарівна шафа. Він полюбляє готувати, відвідує театр та музичні концерти та колекціонує опудала.

## Кар'єра

### Ранні роботи
У віці 10 років Дервіл приєднався до Youth Theatre Company, і грав там протягом 1991–2000 років. У 2000 році він отримав роботу на CITV. У 2001 році він звільнився, заснувавши власну театральну компанію Fuego's Men.[джерело?] У 18 років він переїхав до Лондона з чотирма друзями із Youth Theatre, кожен із них вступив до театральної школи. У цей час Дервіл стажувався в Королівській академії драми.
Дебют Дервіла на професіональній сцені відбувся у п'єсі Едмунда Вайта Терре-Хот, де він зіграв засудженого злочинця Гаррісон. Його гру оцінили Ніколас де Йонг із Evening Standard та Сюзанна Клап із The Observer. Його гру відзначили нагородою «Найкращий новачок року» на Evening Standard Award 2007.
У 2007 році Дервіл зіграв Роба у монологу Стейсі. The Times описали його гру як «переконливу». Пізніше того ж року він зіграв у адаптації театру Vaudeville Theatre фільму Серед акул з Крістіаном Слейтером, Гелен Баксендейл та Меттом Смітом.
У 2008 році відбувся його дебют на телебаченні: він зіграв у кримінальній драмі каналу ITV Він убиває копів. Того ж року він зіграв Едвадра «Тіпа» Дорріта у серіалі BBC Крихітка Дорріт.

### Доктор Хто
Дервіл почав грати Рорі Вільямса, супутинка Одинадцятого Доктора, у п'ятому сезоні серіалу BBC Доктор Хто. Він став постійним персонажем у шостому сезоні та з'являвся до середини сьомого, який став його останнім

### Після 2010 року
Дарвіл отримав незначну роль у фільмі Рідлі Скотта Робін Гуд, та зіграв Міка Ґалахера у фільмі Секс, наркотики і рок-н-рол. Влітку 2011 він зіграв у п'єсі Доктор Фаустус в театрі Глобус у Лондоні.
Дервіл також є музикантом та композитором, він писав пісні та музику для Bush Theatre, а також написав музику для п'єси Че Вокера Лінія фронту. У 2009 році у театрі Young Vic вийшов мюзикл «Так давно», заснований на п'єсі Че Вокера 1998 року. Дервіл співпрацював із Вокером багато років з того часу, як вони вперше зустрілися на RADA, розробляючи пісні і музику для шоу. За музику до цього спектаклю Дервіл отримав нагороду Judge's Discretionary Award. In 2010, Darvill helped promote the solo album of Fyfe Dangerfield, playing with him on sessions for Graham Norton's show and on Xfm.
Актор брав участь у багатьох радіо- та голосових проектах, включаючи запис аудіокниг «Доктор Хто». У 2012 він озвучив Гулвера в радіоадаптації «Мандрів Гулівера» і Сема у короткометражному фільмі «Пінгвін».
У жовтні 2012 він дав інтерв'ю та знявся для обкладинки журналу Gay Times.

## Фільмографія

### Телебачення
| Рік       | Назва                    | Роль                | Примітки      |
| --------- | ------------------------ | ------------------- | ------------- |
| 2001      | Закоптілий               | Том                 |               |
| 2008      | Він убиває копів         | Констебль           |               |
| 2008      | Крихітка Дорріт          | Едвард «Тіп» Дорріт | 7 епізодів    |
| 2010-2012 | Доктор Хто               | Рорі Вільямс        | (27 епізодів) |
| 2012      | Рай                      | Бредлі Беррафс      | 1 епізод      |
| 2013      | Бродчорч                 | Пол Коутс           |               |
| 2013      | Біла королева            | Гаррі Стеффорд      |               |
| 2016      | Легенди завтрашнього дня | Ріп Гантер          |               |

### Кіно
| Рік  | Назва                       | Роль        | Примітки                  |
| ---- | --------------------------- | ----------- | ------------------------- |
| 2009 | Кров пелікана               | Кемерон     |                           |
| 2010 | Секс, наркотики і рок-н-рол | Мік Ґалахер |                           |
| 2010 | Робін Гуд                   | Ґрум        |                           |
| 2012 | Пінгвін                     | Сем         | Короткометражка озвучення |

### Театр
| Рік  | Назва           | Роль            | Примітки                                       |
| ---- | --------------- | --------------- | ---------------------------------------------- |
| 1996 | Крамничка жахів | Сеймур Крелборн | Midlands Arts Centre                           |
| 2006 | Терре-Хот       | Гаррісон        | Wildman Room, Assembly Rooms Trafalgar Studios |
| 2007 | Стейсі          | Роб             | Arcola Theatre                                 |
| 2007 | Серед Акул      | Рекс            | Vaudeville Theatre                             |
| 2010 | Marine Parade   |                 | Old Market, Hove, East Sussex                  |
| 2011 | Доктор Фаустус  | Мефістофель     | Глобус                                         |
| 2012 | Наші хлопчики   | Перрі           | Duchess Theatre                                |
| 2013 | Колись          | Хлопець         | Bernard B. Jacobs Theatre                      |

### Відеоігри
| Рік  | Назва                      | Роль         | Примітки       |
| ---- | -------------------------- | ------------ | -------------- |
| 2011 | Доктор Хто: Порохова змова | Рорі Вільямс | Голос та образ |